# Seznam venezuelskih generalov
Seznam venezuelskih generalov.

## B
Simon Bolivar - 

## C
Cipriano Castro

## G
Juan Vincent Gomez - 

## P
Vladimir Padrino López

## M
Carmen Meléndez Rivas (admiralica)